# 泰勒博物館
泰勒博物館（荷蘭語：Teylers Museum）是荷蘭哈勒姆的一家藝術、自然史、科學博物館。

## 历史
設立於1778年，泰勒博物館在創建時是一座現代藝術和科學博物館。。博物館的建築是一座新古典主義風格建築。

## 外部連結

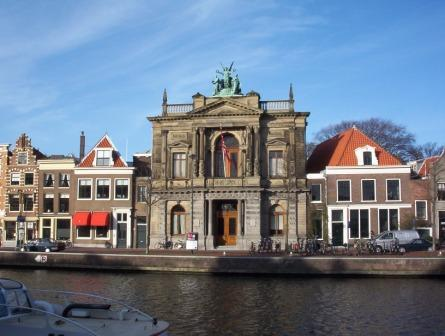
泰勒博物館

- Teylers Museum （页面存档备份，存于）, official website